# Celebrant
El Cauce de Plata (Celebrant en sindarin) es un río ficticio que pertenece al legendarium del escritor británico J. R. R. Tolkien y que aparece en su novela El Señor de los Anillos. Nace en las montañas más cercanas a Moria, en la ladera este de las Montañas Nubladas. Su recorrido comienza descendiendo por unos escalones naturales llamados la «escalera del arroyo Sombrío». Al seguir su cauce recorre Azanulbizar, donde forma el Lago Espejo. Más al sureste, confluyen en él las aguas del Nimrodel, y de “(...)otra corriente de agua que descendía del oeste y se unía burbujeando al tormentoso Cauce de Plata. Juntos saltaban por encima de unas piedras de color verde y caían espumosos en un barranco...”, que es el lugar en donde Frodo y Sam se lavaron de sus heridas. Finalmente, desemboca en el río Anduin el Grande. El Celebrant marca el límite sur del reino élfico de Lothlórien.
Fue usado por la Comunidad del Anillo, primero para llegar al Naith de Lórien, pero como los Elfos Galadhrim no tendían puentes sobre el río, tuvieron que cruzarlo a través de dos cuerdas atadas en los árboles de cada orilla; una a poca altura del río, para los pies y la otra, más alta, para las manos. Y luego para proseguir su viaje, en tres pequeñas barcas, hasta el río Anduin. 

## Etimología
Llamado el Cauce de Plata (Silverlode en inglés) en Oestron. El nombre Sindarin, Celebrant, también significa Cauce de Plata, compuesto por celeb: “plata”, raíz KYELEP; y rant: “cauce”, raíz RAT. los Enanos de Moria lo llamaban Kibil-nâla; Kibil: radical triconsonante K-B-L, “Plata” y *nâla, “curso de un río”, “cauce”.

## Algunos lugares

### La Tierra de la Confluencia
Se trataba de un prado verde sin árboles y salpicado de flores de elanor y un poco más adelante se extendía en una lengua de tierra, que marcaba la confluencia entre los ríos Celebrant, que descendía desde el oeste; y el río Anduin que lo hacía desde el norte. En ese prado tuvo lugar la despedida de la Compañía, que ofrecieron Celeborn y Galadriel; y en donde la Dama del Bosque hizo regalos a cada uno de los miembros. 

Llegaron a una alta pared verde. Pasaron por una abertura y se encontraron fuera de la zona de árboles. Ante ellos se extendía un prado largo de hierba brillante, salpicado de elanor doradas que brillaban al sol. El prado concluía en una lengua estrecha entre márgenes relucientes: a la derecha y al oeste corría centelleando el Cauce de Plata; a la izquierda y al este bajaban las aguas amplias, profundas y oscuras del Río Grande. En las orillas opuestas los bosques proseguían hacia el sur hasta perderse de vista, pero las orillas mismas estaban desiertas y desnudas. Ningún mallorn alzaba sus ramas doradas más allá del país de Lórien.

### El embarcadero
A diez millas de Caras Galadhon y en la lengua de tierra que marca la unión de los ríos Celebrant y Anduin, se encontraba un embarcadero que los Galadhrim usaban para navegar en barcas por esos ríos. Estaba construido con piedras  y maderas blancas y la Compañía del Anillo se embarcó allí para seguir su viaje.

En las márgenes del Cauce de Plata, a cierta distancia de donde se encontraban las corrientes, había un embarcadero de piedras blancas y maderos blancos, y amarrados allí numerosos botes y barcas. Algunos estaban pintados con colores muy brillantes, plata y oro y verde, pero casi todos eran blancos o grises.